# G. Schwechten

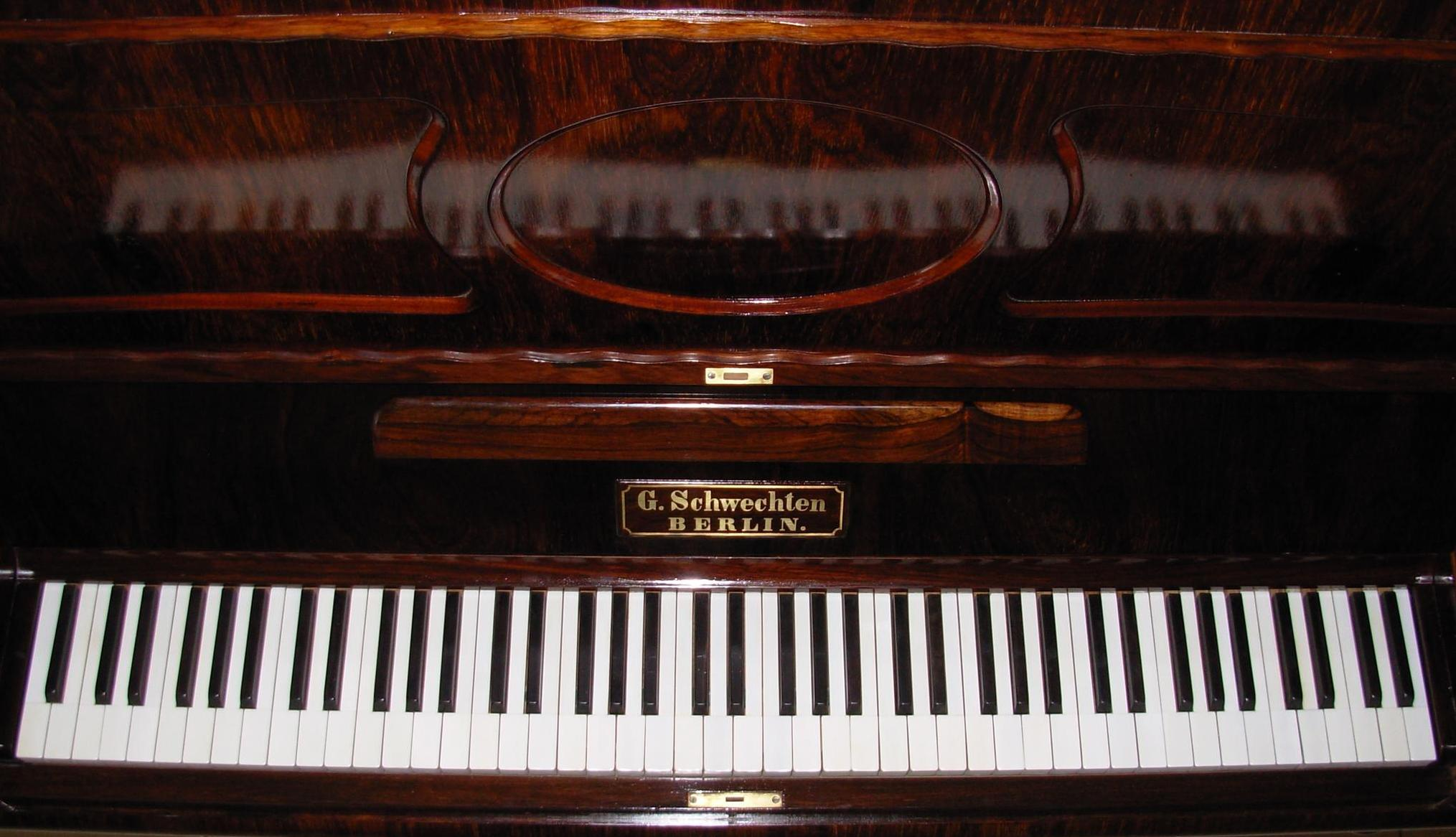
Tastatur des Schwechten-Piano No. 6171, gebaut vor 1870

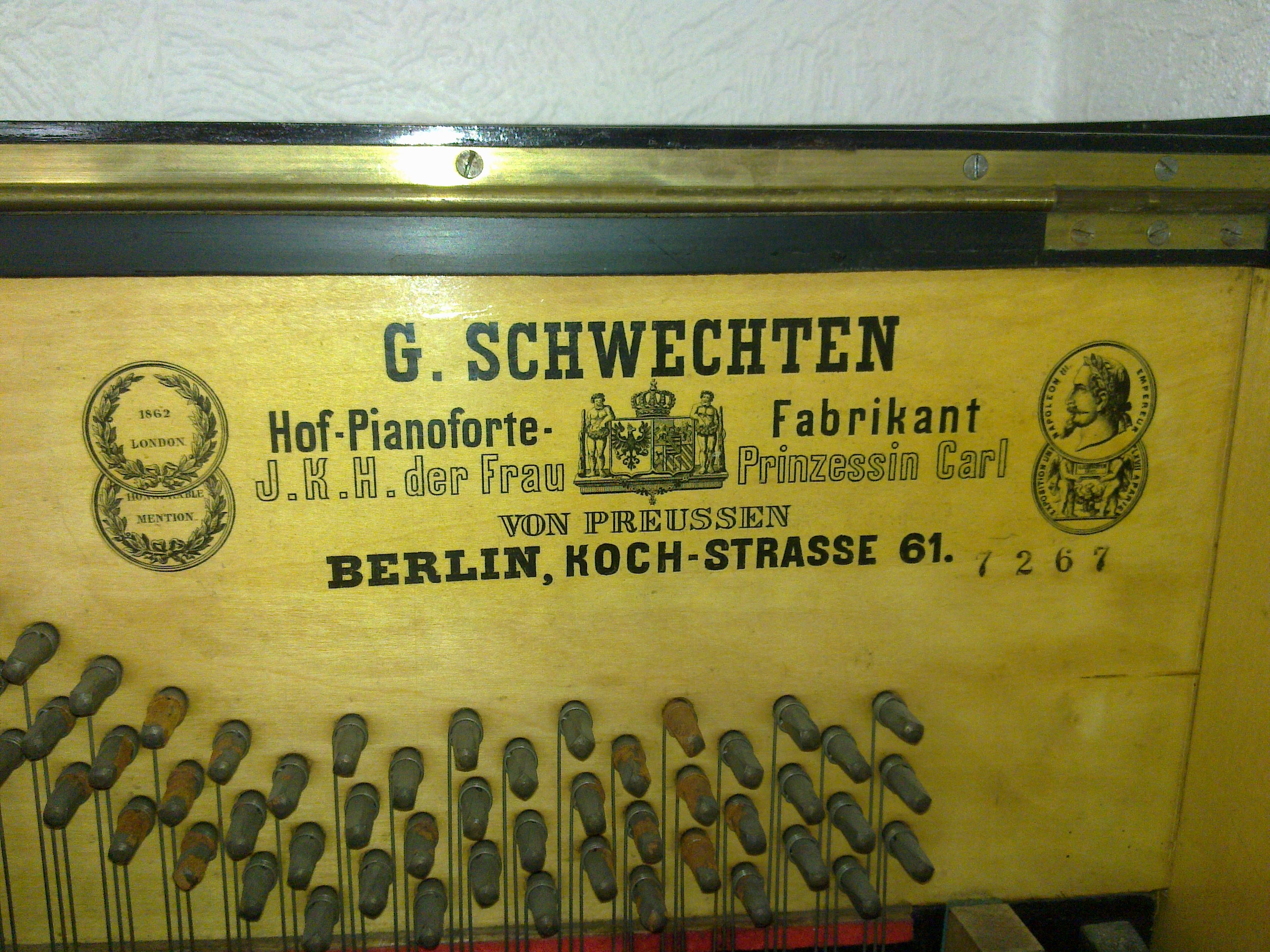
Typenschild des Klaviers Nr. 7267

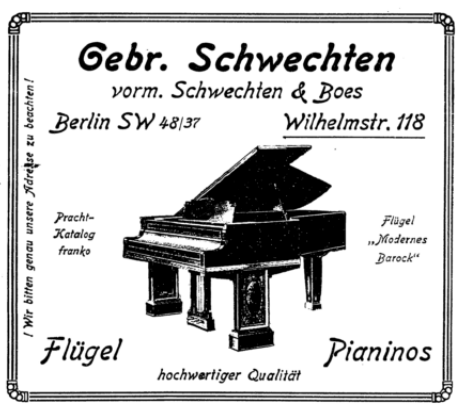
Werbung (1912)

Christian Heinrich Georg Schwechten (* 4. Februar 1827 in Stolzenau; † 19. August 1902 in Schöneberg bei Berlin) war einer der großen Berliner Klavierbauer aus der zweiten Hälfte des 19. Jahrhunderts. Originale, gut erhaltene oder restaurierte Schwechten-Pianos und Flügel gelten bis heute als vorbildlich für ihre Zeit und sind selten. Heute wird der Markenname von der chinesischen Firma Shanghai Piano Company SPC Ltd. (gegr. 1895) gebraucht.

## Geschichte
Georg Schwechten übernahm 1853 die von seinem älteren Bruder Heinrich Schwechten (1812–1871) 1841 in Berlin in der Kochstraße 11 begründete Werkstatt für Tafelklaviere und gründete mit seinem jüngeren Bruder Wilhelm (1833–1900) im Jahr 1853 die Firma G. Schwechten.
1861 ließ er eine Fabrik in der Kochstraße 60 bauen und erwarb danach auch die Nachbargrundstücke. Die Klaviere der Firma erlangten bald einen großen Ruf. G. Schwechten machte sich vor allem um die Entwicklung von Pianinos verdient. Nach seinem Tod wurde das Stammhaus von seiner Tochter Anna Maria Clara Fiebelkorn geb. Schwechten geführt, die für die Firma 1914 das Schwechtenhaus erbauen ließ.

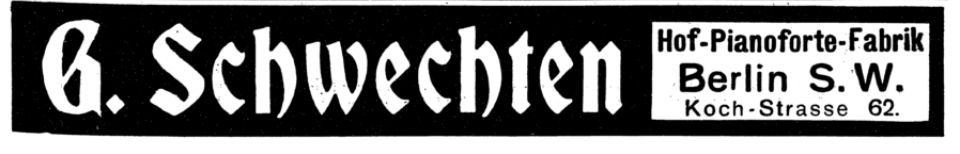
G. Schwechten (1912)

Wilhelms Söhne Friedrich und Wilhelm (1880–1954) Schwechten gründeten 1910 die Pianofabrik Schwechten & Boes, ab 1911 Gebr. Schwechten, ab 1912 Friedrich Schwechten (Wilhelmstraße 118). 1918 erwarben beide das Stammhaus zurück. Der Verkauf befand sich zunächst weiter in der Kochstraße, wurde aber später mit der Fabrikation in der Frankfurter Allee 32 zusammengelegt. Unter dieser Adresse findet sich noch 1943 ein Eintrag im Berliner Adressbuch, bis 1953 ist die Pianoforte-Fabrik Wilhelm Schwechten sen. (Zusatz: Schwechten 1841–1951) in der Glogauer Straße 21 (Berlin-Kreuzberg) nachgewiesen.
Zum achtzigjährigen Firmenjubiläum im Herbst 1921 ließ die Firma im Kammermusikhaus Lützowstrasse 112 den Schwechtensaal erbauen. Er bot 800 Personen Platz, Architekt war Leo Nachtlicht. Der Saal wurde nur bis Ende 1923 für musikalische Veranstaltungen genutzt und 1925 zu einem Theater umgebaut.
Von 1927 bis 1931 pachtete die Firma von Oskar Schwalm, dem Besitzer der Konzertsäle Lützowstrasse 76, den dortigen Schwechten-Saal, vormals Klindworth-Scharwenka-Saal, mit einer Kapazität von 500 Personen.